# Żurawniki (powiat pińczowski)
Żurawniki – wieś w Polsce, położona w województwie świętokrzyskim, w powiecie pińczowskim, w gminie Złota.
W latach 1975–1998 wieś należała administracyjnie do województwa kieleckiego.

## Części wsi
| SIMC    | Nazwa       | Rodzaj    |
| ------- | ----------- | --------- |
| 0280755 | Kobylec     | część wsi |
| 0280778 | Pode Dworem | część wsi |
| 0280761 | Pod Krzyżem | część wsi |
| 0280784 | Środkowa    | część wsi |
| 0280790 | Ulica       | część wsi |

## Położenie i środowisko przyrodnicze
Wieś położona jest na terenie Nadnidziańskiego Parku Krajobrazowego i jednocześnie w obrębie obszaru chronionego Natura 2000. W świadomości mieszkańców, miejscowość dzieli się na: Starą Wieś, Podedwór, Osiedle, Ulicę i Kobelec. Przynależne do wsi łąki dzielone są na: Duże Łąki, Zowale, Świniekrzywdy, Morgi, Loski, Blachy, Zomłynie, Kozę oraz Błonia. Okoliczne pola swymi nazwami przypominają trudne czasy i liczne spory pomiędzy mieszkańcami. Wyróżnia się tu między innymi: Przecki – od sprzeczania się o tzw. miedzę, Wymysłowy – od wymyślania sobie, wyzwisk, kłótni.
Miejscowość ma charakter typowo rolniczy. Znana jest z bogatych tradycji w uprawie warzyw.
Okoliczne łąki są siedliskiem wielu gatunków ptaków takich jak: czapla siwa (Ardea cinerea), bocian biały (Ciconia ciconia L.), rokitniczka (Acrocephalus schoenobaenus), czajka (Vanellus vanellus L.), potrzos (Emberiza schoeniclus L.).
Wśród ssaków można spotkać: sarny (Capreolus capreolus capreolus), borsuki (Meles meles), lisy (Vulpes vulpes), zające (Lepus europaeus), a także bobry (Castor fiber L.) zwiększające w ostatnim czasie swoją liczebność.
Na terenie wsi znajduje się kilka wiekowych lip drobnolistnych (nie objętych jeszcze ochroną prawną). Na jednej z nich umieszczony jest obraz Matki Bożej – współczesny, na miejscu zniszczonego wpływami atmosferycznymi, starszego obrazu, pamiętającego czasy międzywojenne.

## Historia
Wieś notowana od roku 1508. Według registru poborowego powiatu wiślickiego z roku 1508 wieś Żurawniki stanowiła własność Żórawnickiej, płaciła ona 1 grzywnę i 24 grosze poboru.
W roku 1579 wieś Żurawniki, miały 4 osady, 2 łany, 1 zagrodnika z rolą, 1 komornika i jednego biednego (Pawiński, Małopolska, 218, 489).
W XVIII wieku majątek ziemski Żurawniki należał do rodziny Różyckich. W 1784 roku jego właścicielem był gen. Ludwik Różycki. Po 1816 roku zarządzał nim gen. Samuel Józef Różycki. Majątek Żurawniki leżący w powiecie pińczowskim, gminie Złota w wieku XIX składał się z wsi i folwarku. W 1864 roku mieszkańcy Żurawnik na mocy ukazu cara Aleksandra II Romanowa o uwłaszczeniu chłopów posiadaną ziemię oraz budynki otrzymali na własność. Według danych z 1885 roku obszar folwarku Żurawniki wynosił 414 morgów, natomiast rolnicy z Żurawnik (40 osad) posiadali 187 mórg ziemi. Mieszkańcy wsi wyznania rzymskokatolickiego należą do parafii w Jurkowie.

## Zabytki
We wsi znajduje się pięć świątków, wśród których wyróżnia się trzy krzyże, kapliczkę Matki Boskiej Bolesnej, oraz obraz MB Częstochowskiej. W części zachodniej znajduje się krzyż z inskrypcją: Franciszek Woycik i Helena żona wystawili R 1826. Krzyż ten znajduje się nieopodal dawnego cmentarzyska średniowiecznego. W środkowej części Żurawnik w 1947 roku mieszkańcy ufundowali kapliczkę Matki Boskiej Bolesnej. We wschodniej części znajduje się natomiast krzyż, położony nieopodal miejsca zbiorowej egzekucji z czasów I wojny światowej. Opisany krzyż postawiono w roku poprzedzającym pięćseną rocznicę istnienia osady.
Dalej na wschód, przy drodze do Jurkowa, znajduje się obraz Matki Boskiej Częstochowskiej zawieszony na wiekowej lipie drobnolistnej. Ostatni krzyż stoi na granicy sołectw: Żurawniki i Jurków. Jest to jednocześnie granica gmin Złotej i Jurkowa oraz powiatów pińczowskiego i buskiego.
Do ciekawych zabytków zaliczyć można „kurhan” będący w okresie międzywojennym wieżą ciśnień. Pozostałością po międzywojennym dworze starosty pińczowskiego i wojewody pomorskiego, Wiktora Lamota, są słabo zarysowane pozostałości klombów i stare drzewa w parku podworskim, a przede wszystkim nazewnictwo, bowiem droga prowadząca do Jurkowa do dzisiaj zwana jest „pałacówką”. Łąki za nieistniejącym już młynem wodnym, nazywane są „zomłynie” etc.